# Reale e pontificia università del Messico
La Reale e pontificia università del Messico era la più antica università fondata nell'America del Nord.
Le prime istituzioni educative superiori al tempo della vicereame della Nuova Spagna erano i seminari, istituzioni presenti nelle principali città del regno dove si formano i sacerdoti.
Juan de Zumárraga e il viceré Antonio de Mendoza posero mano alla fondazione della prima università della Nuova Spagna.
La Reale e pontificia università del Messico è stata creata con decreto reale di Filippo II, il 21 settembre 1551 e inaugurò i suoi corsi il 25 gennaio 1553, durante il governo del viceré Luis Velasco.
L'edificio che ospitò inizialmente l'Università si trova nel pieno centro storico di Città del Messico, nella attuale strada della Moneta, di fronte alla cattedrale.
Poco tempo dopo papa Paolo IV conferma l'Università come pontificia concedendole gli stessi privilegi dell'Università di Salamanca 1555. L'università conservò il nome fino all'anno dell'indipendenza 1821, quando assunse il nome di "Pontificia e nazionale università del Messico".
Altre istituzioni sulla base della Pontificia e nazionale università crebbero in Messico,  tra le più importanti si ricordano: la Reale scuola di chirurgia istituita nel 1778 e l'Accademia di San Carlo di belle arti nel 1794.
Undici anni dopo l'indipendenza del Messico il vicepresidente Valentín Gómez Farias chiuse l'università.
Fu chiusa definitivamente nel 1865, quando l'imperatore Massimiliano I la riaprì per chiuderla immediatamente dopo.
Alla chiusura dell'Università rimasero le aule per studiare medicina, ingegneria, architettura e giurisprudenza.
Attualmente esistono due istituti che possono essere considerati gli eredi della Reale e pontificia università del Messico:
- La Universidad Pontificia de México inaugurata ufficialmente il 29 giugno 1982.
- La Universidad Nacional Autónoma de México inaugurata il 22 settembre 1910;